# Strymon cilicica
Strymon cilicica är en fjärilsart som beskrevs av Holtz. Strymon cilicica ingår i släktet Strymon och familjen juvelvingar. Inga underarter finns listade i Catalogue of Life.